# Équipe du Japon de hockey sur gazon
L'équipe du Japon de hockey sur gazon est la sélection des meilleurs joueurs japonais de hockey sur gazon. 
L'équipe du Japon remporte la médaille d'argent lors des Jeux olympiques d'été de 1932 à Los Angeles. Elle remporte son premier titre international majeur en battant la Malaisie lors du tournoi des Jeux asiatiques de 2018 à Jakarta.

## Palmarès
Jeux olympiques
- 2020 : 11e